# Juan La Porte
Juan La Porte, auch Juan LaPorte (* 24. November 1959 in Guayama, Puerto Rico) ist ein ehemaliger puerto-ricanischer Boxer. Er galt als einer der bekanntesten Federgewichtsboxer der 1980er Jahre und trug zwischen September 1982 und März 1984 den WBC-Weltmeistertitel. Im Laufe seiner Karriere kämpfte er gegen sieben Boxer, welche später in die International Boxing Hall of Fame aufgenommen wurden. Er selbst wurde 2005 in die New Jersey Boxing Hall of Fame und 2014 in die New York State Boxing Hall of Fame aufgenommen.

## Persönliches
Juan La Porte ist in Puerto Rico geboren und kam mit seiner Familie im Alter von sieben Jahren nach New York City, wo er mit dem Boxen begann und im Lunar Boys Club in Brooklyn trainierte. Er ist geschieden und hat zehn Kinder, darunter acht Söhne. Eines seiner Kinder starb 1989 bei einem Schwimmunfall. Nach seiner Boxkarriere arbeitete er für das New York City Athletic Department und als Boxtrainer. Später zog er zurück nach Puerto Rico.

## Boxkarriere
Nach 35 Amateurkämpfen wechselte er in das Profilager und boxte dort zwischen Oktober 1977 und Juni 1999. Trainiert wurde er von Emile Griffith.
Am 13. Dezember 1980 boxte er in El Paso gegen Salvador Sánchez (Kampfbilanz: 37-1) um den WBC-Titel im Federgewicht und verlor nach Punkten über 15 Runden. Aufgrund der überraschend starken Leistung des bis dahin unbekannten Herausforderers wurde La Porte für einen Rückkampf vorgesehen, welcher im September 1982 hätte stattfinden sollen.
Im August 1981 besiegte La Porte überraschend Rocky Lockridge (20-1) durch KO in der zweiten Runde und boxte am 24. Januar 1982 in Atlantic City gegen Eusebio Pedroza (32-3) um den WBA-Titel, wobei er ebenfalls nach Punkten über 15 Runden unterlag. La Porte hatte auch in diesem Kampf überzeugt, das knappe Punkturteil wurde im Anschluss von der New Jersey Athletic Commission überprüft.
Nachdem Salvador Sánchez bei einem Verkehrsunfall ums Leben gekommen war, konnte La Porte am 15. September 1982 in New York City um den nun vakanten WBC-Titel boxen und besiegte dabei den Kolumbianer Mario Miranda (19-0) durch TKO in der zehnten Runde. 1983 verteidigte er den Titel jeweils nach Punkten über zwölf Runden gegen Ruben Castillo (55-3) und Johnny De La Rosa (21-0).
Am 31. März 1984 verlor er den Gürtel in San Juan durch eine Punktniederlage über zwölf Runden an Wilfredo Gómez (40-1). Eine weitere Punktniederlage erlitt er am 23. Februar 1985 in Belfast gegen Barry McGuigan (24-1).
Am 12. Dezember 1986 boxte er im Superfedergewicht gegen den WBC-Titelträger Julio Chávez (53-0) und verlor in New York City nach guter Leistung lediglich knapp nach Punkten. Gegen John Molina (18-2) verlor er zudem am 29. April 1989 in San Juan nach Punkten beim Kampf um den vakanten WBO-Titel im Superfedergewicht. Einen weiteren  WM-Kampf im Superfedergewicht verlor er am 13. Oktober 1990 in Sydney nach Punkten gegen WBC-Titelträger Azumah Nelson (31-2). Im Mai 1992 verlor er gegen Héctor López (22-1) und im Juli 1992 gegen Kostya Tszyu (3-0).
Bis zu seinem Karriereende kam er noch zu zwei WM-Chancen im Halbweltergewicht. Er verlor dabei am 24. Juli 1993 beim Kampf um den IBF-Titel gegen Charles Murray (29-1) und am 24. Juli 1994 beim Kampf um den WBO-Titel erstmals vorzeitig durch Aufgabe nach der zehnten Runde gegen Zack Padilla (21-1).
Seinen letzten Kampf verlor er am 18. Juni 1999 knapp nach Punkten gegen Billy Costello (39-2).